# William Garnett
William Garnett, noto anche come William A. Garnett (Chicago, 27 dicembre 1916 – Napa, 26 agosto 2006) è stato un fotografo statunitense, specializzato nella fotografia aerea.

## Biografia
A soli quattro anni con la sua famiglia, nel 1920, si trasferì a Pasadena. Dopo il diploma, studiò alla Art Center School di Los Angeles, anche se col fratello in casa aveva già allestito una camera oscura. Dal 1938 lavorò in veste di grafico e fotografo indipendente in pubblicità. Due anni dopo lo ritroviamo come fotografo di scene del crimine per la polizia di Pasadena per la quale lavorò quattro anni. Nel 1941 sposò la cantante lirica, contralto, Eula Beal, da cui ha avuto tre figli. Poi con la guerra imparò ad usare la cinepresa.
Nel 1947 iniziò la sua avventura aerea, quando prese lezioni per pilotare un piccolo velivolo ed iniziò a fotografare paesaggi dall'alto durante i suoi volteggi. Come ricorda il figlio Bill: "Ai primi tempi, la fotografia aerea non era un'attività redditizia. [Mio padre] ha fatto davvero fatica a convincere il mondo dell'arte che le riprese aeree avevano un'utilità". Tra le poche persone che conoscevano questi suoi lavori c'erano Edward Weston e Ansel Adams. Ma tutto cambiò nel 1954, quando la rivista Fortune fu la prima a pubblicare un portfolio dei suoi lavori ed il famoso fotografo documentarista Walker Evans scrisse l'introduzione al saggio intitolato "Over California". Fu un successo immediato che lo portò per i successivi vent'anni a lavorare per le riviste Time e Life e a volare, oltre che in America, in Asia e in Australia.
Grazie all'aiuto di Weston, Garnett ricevette la prima delle tre borse di studio dal Museo Guggenheim nel 1953, il primo assegnato alla fotografia aerea. Occorre ricordare che sebbene Garnett non sia stato il primo a scattare foto dal cielo, le sue immagini hanno contribuito in maniera significativa ad ampliare i confini delle possibilità che una macchina fotografica poteva fare dal cielo. Il J. Paul Getty Museum che possiede molte sue immagini dice: "Come paesaggi, non hanno la base convenzionale di una linea dell'orizzonte. Tutte rivelano modelli sorprendenti che non sono visibili da terra".
Nel 1955 le sue fotografie furono incluse in una mostra alla George Eastman House, a cura di dallo storico della fotografia Beaumont Newhall, mentre il New York Times Magazine pubblicò un portfolio delle sue opere. In quello stesso anno, Edward Weston incluse una sua foto nella mostra The Family of Man presso il Museum of Modern Art di New York, mostra che girerà il pianeta e sarà visitata negli anni successivi da oltre nove milioni di persone.
Per molto tempo ha usato il suo Cessna del 1956, un aereo leggero, che gli ha consentito di volare con molta precisione nei luoghi prescelti. Dopo aver sperimentato molti formati e molte pellicole, pensò di aver scoperto che le migliori e più maneggevoli fossero due fotocamere 35 mm, una caricata con pellicola in bianco e nero e l'altra a colori. Nel 1958 si trasferì a Napa, in California. È stato docente all'Università della California - Berkeley fino alla pensione nel 1984.

## Pubblicazioni
- The Extraordinary Landscape, Little, Brown, Boston, 1982 - ISBN 978-0821215074
- Aerial Photographs, University of California Press, Berkeley, 1996 - ISBN 978-0520084452